# بخش اشتابولا (شهرستان اشتابولا، اوهایو)
بخش اشتابولا (به انگلیسی: Ashtabula Township) یک منطقهٔ مسکونی در ایالات متحده آمریکا است که در شهرستان آشتابولا، اوهایو واقع شده‌است.
 بخش اشتابولا ۵۲٫۶ کیلومتر مربع مساحت و ۲۰٬۹۴۱ نفر جمعیت دارد و ۱۷۷ متر بالاتر از سطح دریا واقع شده‌است.